# Die Arche (Film)
Die Arche ist ein deutscher Science-Fiction-Stummfilm aus dem Jahre 1919 von Richard Oswald. Der Film basiert auf dem Ullstein-Roman Die letzten Menschen von Werner Scheff.

## Handlung
Der Schiffskonstrukteur Walter Fahr hat ein Unterseeboot gebaut, das unter der Führung von Kapitän Donken auf Jungfernfahrt gehen soll. Auch Astronomieprofessor Sotuma möchte unbedingt mitfahren, doch wird ihm diese Bitte von Fahr verwehrt. Der Japaner schmuggelt sich daraufhin heimlich unter die geladenen Gäste und gelangt auf diese Weise doch noch an Bord. Der Tauchgang erfolgt problemlos, doch hat man Probleme beim Auftauchen, da überraschenderweise die Pumpventile verschwunden sind. Fieberhaft wird an Bord daran gearbeitet, Ersatzventile herzustellen, während sich bei den Mitreisenden allmählich Unruhe breitmacht.
Es stellt sich heraus, dass Sotuma für das Fehlen verantwortlich ist. Man zwingt ihn, die entwendeten Ventile wieder herauszurücken, sodass das Boot weder auftauchen kann. Prof. Sotuma ist jedoch mitnichten ein Saboteur, vielmehr hatte er gute Gründe für sein Handeln: Der Schweif des Lund’schen Kometen, der die Erde passiert, ist derart stark angereichert mit Kohlenmonoxid, dass ein Aufenthalt auf der Erde im entscheidenden Moment alles menschliche Leben auslöschte. Beim Aufstieg des U-Bootes zeigt sich, dass Sotuma mit seiner Behauptung recht hatte. Die U-Boot-Fahrer entdecken ein Passagierschiff, besteigen es und müssen erkennen, dass alle Passagiere an Bord tot sind. Daraufhin tritt das Boot mit den letzten Menschen die Heimfahrt an.

## Produktionsnotizen
Die Arche entstand im Sommer 1919. Der Film wurde am 16. September 1919 uraufgeführt. Der siebenaktige Film besaß in Deutschland eine Länge von 2481 Metern. Mit Die letzten Menschen kam im Oktober 1919 die Fortsetzung in die Kinos. In diesem Film stand im Mittelpunkt der Handlung die Neugründung menschlichen Daseins auf der Erde mit nur drei Frauen.

## Kritik
„Stoff sehr interessant, Photos, Spiel und Szenerie ausgezeichnet. (Ein Schlager.)“